# Perth Darts Masters 2014
De Perth Darts Masters 2014 was de eerste editie van de Perth Darts Masters. Het toernooi was onderdeel van de World Series of Darts. Het toernooi werd gehouden van 22 tot 24 augustus 2014 in het HBF Stadium, Perth. Phil Taylor wist het toernooi te winnen door in de finale van Michael van Gerwen te winnen met 11-9.

## Deelnemers
Net als in elk World Series toernooi speelden ook hier 8 PDC Spelers tegen 8 darters uit het land/gebied waar het toernooi ook gehouden wordt. De deelnemers waren:
- Michael van Gerwen
- Phil Taylor
- Simon Whitlock
- Peter Wright
- Dave Chisnall
- James Wade
- Raymond van Barneveld
- Paul Nicholson
- Kyle Anderson
- Beau Anderson
- Warren Parry
- Laurence Ryder
- Vinay Cooper
- Justin Miles
- Shane Tichowitsch
- David Platt